# ابن رفاعة الهاشمي
زيد بن عبد الله بن مسعود بن رفاعة (320 هـ - 932 / 400 هـ - 1010م)، أبو الخير الهاشمي: أحد مؤلفي (رسائل إخوان الصفا) كان في الري، وأقام بالبصرة زمنا طويلا. واعتقد رأي الفلاسفة. أثنى عليه معاصره أبو حيان التوحيدي، ووصفه باتّقاد الذهن والتبصر في الآراء والتصرف في كل فن. وكان معاصرا للصاحب ابن عباد. ومن كتبه (جوامع إصلاح المنطق)، و(الأمثال).